# 武藤安成
武藤 安成（むとう やすなり）は、戦国時代から江戸時代前期にかけての武将。

## 人物
三好長慶に仕えた武藤安盛の子。当初は増田長盛に仕えたが、のち山城国酬恩庵に隠棲していた。その後、駿府の徳川家康に召されて勘定方として仕官し、慶長11年（1606年）大和国式下郡に510石余を与えられた。慶長19年（1614年）大坂冬の陣、翌年の夏の陣には幼い子・安信とともに参陣した。